# Romaneum

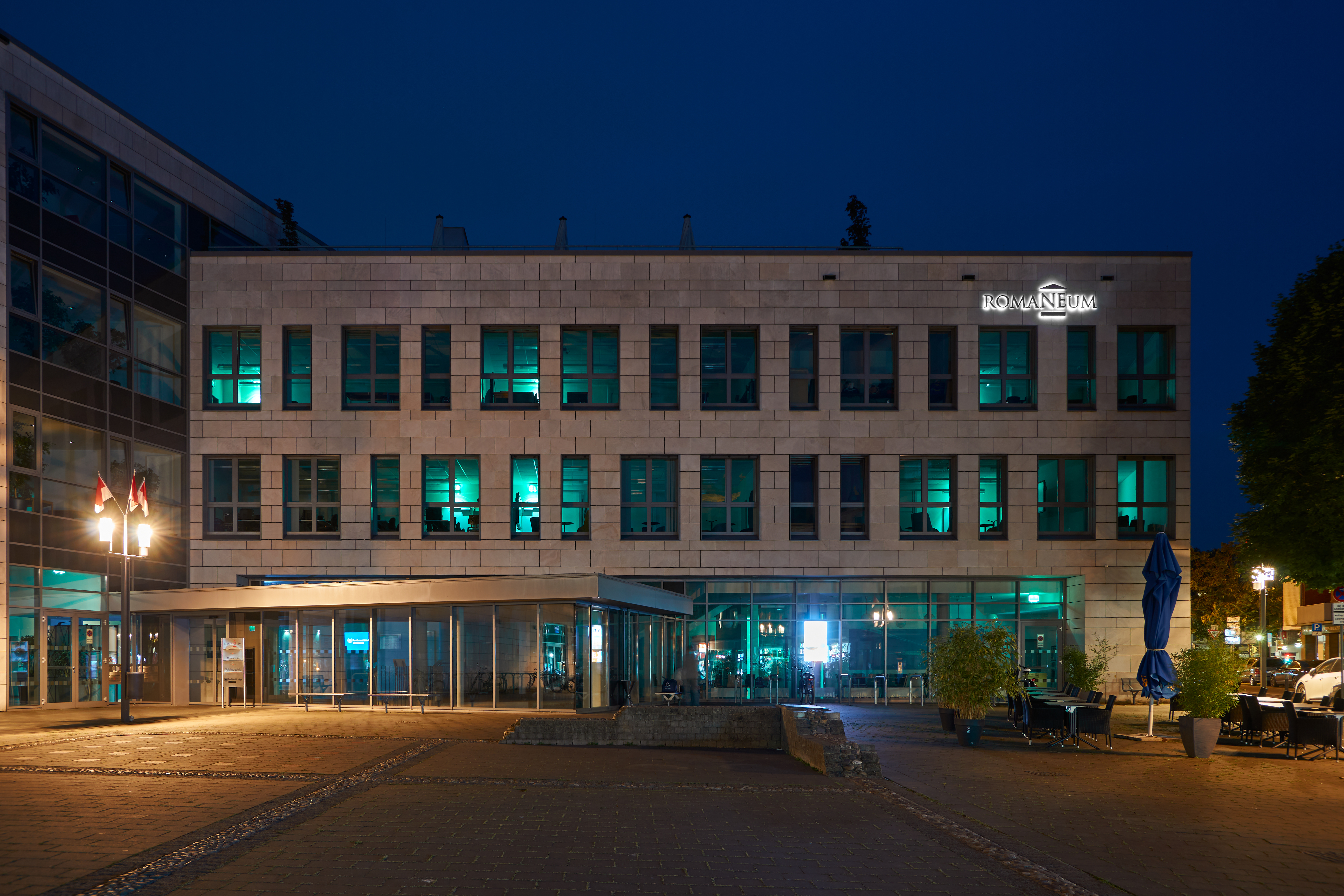
Romaneum zur blauen Stunde

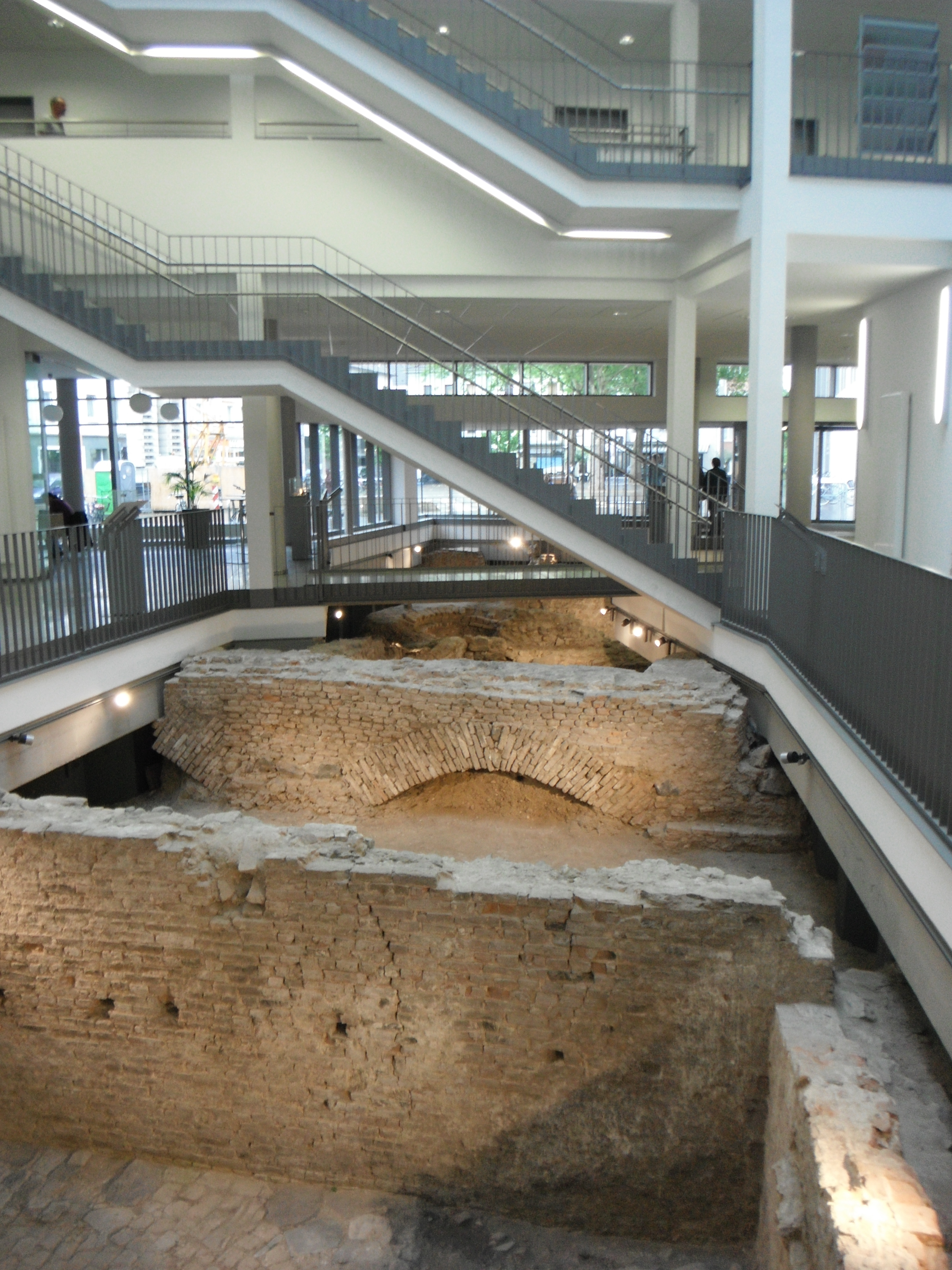
Kellergewölbe und Fundamente aus Jahrtausenden

Das Romaneum ist ein Repräsentativbau der Stadt Neuss. In ihm sind Volkshochschule, Musikschule und eine Außenstelle der Fernuniversität Hagen untergebracht.  
Auf einer Fläche von 350 Quadratmetern werden Reste von Bauten gezeigt, die bis auf die Zeit der Römer in Germanien zurückreichen.
Die Musikschule wurde 1963 vom Rat der Stadt Neuss ins Leben gerufen. Sie bezog das Romaneum am 2. Januar 2012.